# Alessandro Gabrielloni

Alessandro Gabrielloni (Jesi, 10 luglio 1994) è un calciatore italiano, attaccante e capitano del Como.

## Biografia
Ha una sorella e tre fratelli maggiori di cui con uno, Tommaso, ha condiviso i trascorsi nella Jesina. Nel 2020 si è laureato in economia e commercio presso l'Università degli Studi di Macerata.

## Caratteristiche tecniche
È un attaccante che gioca prevalentemente in posizione centrale.Attaccante elegante, che fa reparto da solo. Dichiara di ispirarsi a Suarez. 

## Carriera
Inizia a giocare a calcio nella Jesina, che nel 2010 lo aggrega alla prima squadra, con cui per tre stagioni gioca in Serie D. Negli anni seguenti gioca in Serie D anche con le maglie di Maceratese, Taranto, Campobasso e Cavese, trascorrendo inoltre anche un breve periodo al Martina in Lega Pro. Dopo aver trascorso sei mesi al Bisceglie in Serie C, nel gennaio del 2018 viene ingaggiato dal Como, in Serie D. Con i lariani vince due campionati, conquistando la promozione in Serie B nel 2021.
Esordisce nella serie cadetta il 22 agosto 2021 in Crotone-Como (2-2). Esce al 63', venendo sostituito da Antonino La Gumina.. Segna il suo primo gol in serie B il 1º dicembre 2021 in Cittadella-Como (2-2). Segna la sua prima doppietta nella serie cadetta nella vittoria 2-1 contro il Cosenza il 20 febbraio 2022. Pur trovando poco spazio – complice la presenza in attacco di Gliozzi, La Gumina e Cerri – termina la stagione segnando 4 reti, contribuendo alla salvezza della squadra. Il 29 luglio 2022 rinnova il proprio contratto fino al 2025. L'anno successivo sigla nuovamente 4 reti in campionato, compresa un'altra doppietta contro il Cosenza.
Nella stagione 2023-2024, trova maggior impiego in seguito alla promozione di Cesc Fàbregas come allenatore ad interim della prima squadra, segnando il primo gol stagionale proprio nella partita dell'esordio in panchina per lo spagnolo, al 93° minuto nel 2-1 contro la Feralpisalò. Viene impiegato spesso al centro dell'attacco affiancato da Patrick Cutrone e conclude il campionato con 9 reti all'attivo, contribuendo così alla promozione del Como in Serie A, festeggiata il 10 maggio 2024. Rientra così nella ristretta cerchia dei calciatori in grado di conquistare tre promozioni dalla Serie D alla Serie A con la stessa squadra.
Nell'annata successiva, Gabrielloni viene nominato nuovo capitano della squadra lariana dal tecnico Fàbregas, in seguito alla cessione di Alessandro Bellemo. Il 19 agosto 2024, debutta in Serie A, subentrando ad Andrea Belotti al 56° minuto dell'incontro in casa della Juventus, perso per 3-0. Il 15 dicembre 2024 realizza la sua prima rete nella massima serie sbloccando il risultato in pieno recupero nella gara contro la Roma, propiziando inoltre con un assist il 2-0 finale di Nico Paz. Con questo goal Gabrielloni ha raggiunto il record di aver segnato, con la stessa maglia, in tutti i campionati dalla Serie D alla Serie A, impresa riuscita in precedenza solo a Lorenzo Pasciuti con la maglia del Carpi (l'unico che ha effettuato come Gabrielloni un percorso sempre in progresso partendo dalla serie D), Alessandro Lucarelli con la maglia del Parma, Mario Santana con la maglia del Palermo e Andrea Luci con la maglia del Livorno.

## Statistiche

### Presenze e reti nei club
Statistiche aggiornate al 20 aprile 2025.
| Stagione        | Squadra         | Campionato      | Campionato | Campionato | Coppe nazionali | Coppe nazionali | Coppe nazionali | Coppe continentali | Coppe continentali | Coppe continentali | Altre coppe | Altre coppe | Altre coppe | Totale | Totale |
| Stagione        | Squadra         | Comp            | Pres       | Reti       | Comp            | Pres            | Reti            | Comp               | Pres               | Reti               | Comp        | Pres        | Reti        | Pres   | Reti   |
| --------------- | --------------- | --------------- | ---------- | ---------- | --------------- | --------------- | --------------- | ------------------ | ------------------ | ------------------ | ----------- | ----------- | ----------- | ------ | ------ |
| 2010-2011       | Jesina          | D               | 10+1       | 0          | CI-D            | 1               | 0               | -                  | -                  | -                  | -           | -           | -           | 12     | 0      |
| 2011-2012       | Jesina          | D               | 12         | 2          | CI-D            | 1               | 0               | -                  | -                  | -                  | -           | -           | -           | 13     | 2      |
| 2012-2013       | Jesina          | D               | 31         | 5          | CI-D            | 0               | 0               | -                  | -                  | -                  | -           | -           | -           | 31     | 5      |
| Totale Jesina   | Totale Jesina   | Totale Jesina   | 53+1       | 7          |                 | 2               | 0               |                    | -                  | -                  |             | -           | -           | 56     | 7      |
| 2013-2014       | Maceratese      | D               | 30+1       | 8          | CI-D            | 1               | 0               | -                  | -                  | -                  | -           | -           | -           | 32     | 8      |
| 2014-2015       | Taranto         | D               | 31+4       | 6          | CI+CI-D         | 1+1             | 0               | -                  | -                  | -                  | -           | -           | -           | 37     | 6      |
| set.-dic. 2015  | Martina         | LP              | 5          | 0          | CI-LP           | 2               | 0               | -                  | -                  | -                  | -           | -           | -           | 8      | 0      |
| dic. 2015-2016  | Campobasso      | D               | 18+2       | 8          | CI-D            | -               | -               | -                  | -                  | -                  | -           | -           | -           | 20     | 8      |
| 2016-2017       | Cavese          | D               | 32+2       | 16         | CI-D            | 2               | 1               | -                  | -                  | -                  | -           | -           | -           | 36     | 17     |
| 2017-gen. 2018  | Bisceglie       | C               | 13         | 0          | CI-C            | 3               | 0               | -                  | -                  | -                  | -           | -           | -           | 16     | 0      |
| gen.-giu. 2018  | Como            | D               | 14+2       | 10+1       | CI-D            | -               | -               | -                  | -                  | -                  | -           | -           | -           | 16     | 11     |
| 2018-2019       | Como            | D               | 29         | 12         | CI+CI-D         | 1+0             | 0               | -                  | -                  | -                  | PS          | 2           | 1           | 32     | 13     |
| 2019-2020       | Como            | C               | 26         | 10         | CI-C            | 2               | 0               | -                  | -                  | -                  | -           | -           | -           | 28     | 10     |
| 2020-2021       | Como            | C               | 35         | 12         | -               | -               | -               | -                  | -                  | -                  | SC          | 2           | 1           | 37     | 13     |
| 2021-2022       | Como            | B               | 32         | 4          | CI              | 1               | 0               | -                  | -                  | -                  | -           | -           | -           | 33     | 4      |
| 2022-2023       | Como            | B               | 29         | 4          | CI              | 1               | 0               | -                  | -                  | -                  | -           | -           | -           | 30     | 4      |
| 2023-2024       | Como            | B               | 37         | 9          | CI              | 1               | 0               | -                  | -                  | -                  | -           | -           | -           | 38     | 9      |
| 2024-2025       | Como            | A               | 15         | 1          | CI              | 1               | 0               | -                  | -                  | -                  | -           | -           | -           | 16     | 1      |
| Totale Como     | Totale Como     | Totale Como     | 217+2      | 62+1       |                 | 7               | 0               |                    | -                  | -                  |             | 4           | 2           | 230    | 65     |
| Totale carriera | Totale carriera | Totale carriera | 411        | 108        |                 | 19              | 1               |                    | -                  | -                  |             | 4           | 2           | 434    | 111    |

## Palmarès

### Club

#### Competizioni nazionali
- Serie D: 1

Como: 2018-2019 (Girone B)
- Serie C: 1

Como: 2020-2021 (Girone A)